# کوجی نانبارا
کوجی نانبارا ((به ژاپنی: 南原 宏治 Nanbara Kōji)؛( ۷ ژوئن ۱۹۲۷ – ۲۰ دسامبر ۲۰۰۱) هنرپیشه اهل ژاپن بود. وی بین سال‌های ۱۹۵۱ تا ۲۰۰۱ میلادی فعالیت می‌کرد.
از فیلم‌هایی که در آن نقش داشته می‌توان به برند برای کشتن و آدم بد راحت می‌خوابد اشاره کرد.